# (319227) Erichbar
(319227) Erichbar es un asteroide perteneciente al cinturón de asteroides, descubierto el 9 de enero de 2006 por el astrónomo alemán M. Fiedler desde la Observatorio Astronómico Adolph Diesterweg (Radebeul, Alemania).

## Designación y nombre
Designado provisionalmente como 2006 AJ8. Fue nombrado en homenaje a Erich Bär (1905-1981) quien fue un ingeniero eléctrico y astrónomo aficionado alemán. En 1953 construyó un observatorio astronómico privado en Radeberg. Fundó el observatorio público de Radeberg en 1964. Se convirtió en director honorario y permaneció en ese puesto hasta su jubilación en 1971.

## Características orbitales
Erichbar está situado a una distancia media del Sol de 3,074 ua, pudiendo alejarse hasta 3,355 ua y acercarse hasta 2,792 ua. Su excentricidad es 0,091 y la inclinación orbital 10,358 grados. Emplea 1968,21 días en completar una órbita alrededor del Sol.
Los próximos acercamientos a la órbita de Júpiter ocurrirán el 13 de marzo de 2058, el 5 de julio de 2117 y el 27 de octubre de 2176.
Pertenece a  la familia de asteroides de (221) Eos.

## Características físicas
La magnitud absoluta de Erichbar es 15,76. 